# Nosorog (lik)
Nosorog (Aleksei Sytsevich) je izmišljena osebnost, stripovski superzlobnež, ki se pojavlja v stripih ameriške založbe Marvel. Ustvarila sta ga risarja Stan Lee in John Romita Sr., prvič pa se je pojavil v stripu The Amazing Spider-Man #41 (oktober 1966). Sytsevich je ruski razbojnik, ki je prestal eksperimentalni postopek, ki mu je dal umetno kožno prevleko in nadčloveško moč. Uprl se je znanstvenikom, odgovornim za njegovo preobrazbo, in uporabil svoje novo pridobljene moči, da je postal uspešen kriminalec in se kmalu spopadel s superjunaki, kot sta Spider-Man in Hulk. Lik je običajno prikazan kot neumna zver, ki je sposobna velikega uničenja, vendar ga je na koncu zlahka premagati.
Nosorog se je pojavil v filmu Neverjetni Spider-Man 2, kjer ga je upodobil igralec Paul Giamatti.